# ウォナビーズ
『ウォナビーズ』は、1986年12月25日に発売された女子プロレスが題材のOVAである。

## キャスト
- 森田ミキ - 原えりこ
- 風間エリ - 高橋美紀
- 鬼堂鉄馬 - 池田秀一
- オキ園田 - 野島昭生
- ブラッディ松本 - 山田栄子
- バスター堀口 - 高乃麗
- 沢田博士 - 飯塚昭三
- ジョー田口 - 屋良有作
- 実況アナウンサー - 古舘伊知郎
- マネージャー - デーモン小暮[1]

## スタッフ
- 原作・脚本 - 鈴木敏充
- 監督・構成・脚色 - 長谷川康雄
- メインキャラクターデザイン - 園田健一
- キャラクターデザイン・作画監督 - 清水義治
- メカニックデザイン - 荒牧伸志
- アシスタントメカニックデザイン - 山根公利
- モンスターデザイン - 柿沼秀樹、林宏樹
- 絵コンテ - 長谷川康雄、林宏樹、横山淳一
- 美術監督 - 松宮正純
- 撮影監督 - 沖野雅英
- 音楽 - 新川博
- 音響監督 - 松浦典良
- プロデューサー - 肥田光久、加藤長輝、三浦亨
- 制作 - アートミック、AIC、アニメイトフィルム
- 製作・著作 - ソニー・ミュージックエンタテインメント、ムービック

## 主題歌・挿入歌
エンディングテーマ「MUSIC I love youがかすれて」
作詞 - 篠塚満由美 / 作曲 - 鈴木英俊 / 編曲 - 鈴木英俊、直井美輝彦 / 歌 - 斉藤さおり
挿入歌「アダムの林檎」
作詞 - デーモン小暮 / 作曲 - ジェイル大橋 / 編曲・歌 - 聖飢魔II